# Третья лига Латвии по футболу
Третья ли́га (латыш. 3. līga) — четвёртая по уровню футбольная лига Латвии. Организацией и проведением первого этапа занимаются региональные организации ЛФФ, а второго этапа — ЛФФ.

## История
25 ноября 2019 года правление ЛФФ утвердило модель соревнований мужских клубов Латвии на период с 2020 по 2023 год. Был утверждён новый формат Второй лиги: турнир проходит в рамках единой лиги, а не в качестве региональных соревнований. Клубы, которые не вошли во Вторую лигу, получили право выступать в Третьей лиге — региональных соревнованиях на низшем уровне системы футбольных лиг, управляемой ЛФФ.

## Структура чемпионата

### Первый этап — региональные соревнования
В 2025 году первый этап проводится с апреля по сентябрь в четырёх регионах. В зонах «Запад» и «Центр» соревнования проводятся в два круга; в зоне «Восток» − в два этапа (круговой турнир и матчи на выбывание); в зоне «Север» − в два этапа (на первом этапе в обеих группах турниры в два круга; на втором этапе по три лучшие команды каждой группы оспаривают 1−6 места в общем зачёте, а оставшиеся команды участвуют в утешительном турнире за 7-е место).
| Регион | Количество команд в 2025 году |
| ------ | ----------------------------- |
| Запад  | 7 команд                      |
| Центр  | 12 команд                     |
| Север  | 10 команд                     |
| Восток | 10 команд                     |

### Второй этап — финальный турнир
Две лучшие команды каждого региона получают право участвовать во втором этапе Третьей лиги. В случае, если лучшие команды какого-либо региона отказываются от участия во втором этапе, их может заменить команда, занявшая более низкое место.
Во втором этапе участвует восемь команд:
- четвертьфинал — по результатам жеребьёвки обладатели первых мест играют против обладателей вторых мест (при этом команды из одного региона не могут встретиться друг с другом) — победители пар определяются по сумме двух встреч;
- полуфинал — победители пар определяются по сумме двух встреч;
- финал и матчи за третье, пятое, седьмое место[2].

Обладатели первых шести мест получают путёвку во Вторую лигу.

## Все призёры
| Сезон | Победитель                                              | 2-е место                                               | 3-е место                                               |
| ----- | ------------------------------------------------------- | ------------------------------------------------------- | ------------------------------------------------------- |
|       |                                                         |                                                         |                                                         |
| 2020  | Финальный турнир не проводился из-за пандемии COVID-19. | Финальный турнир не проводился из-за пандемии COVID-19. | Финальный турнир не проводился из-за пандемии COVID-19. |
|       |                                                         |                                                         |                                                         |
| 2021  | Финальный турнир не проводился из-за пандемии COVID-19. | Финальный турнир не проводился из-за пандемии COVID-19. | Финальный турнир не проводился из-за пандемии COVID-19. |
|       |                                                         |                                                         |                                                         |
| 2022  | Албертс-2 (Рига)                                        | Огре Юнайтед (Огре)                                     | Краслава                                                |
|       |                                                         |                                                         |                                                         |
| 2023  | Супер Нова-2 (Рига)                                     | ЮФЦ Елгава                                              | Унион (Рига)                                            |
|       |                                                         |                                                         |                                                         |
| 2024  | Ливаны                                                  | Салдус/Ливон-2 (Салдус)                                 | Рижская футбольная школа                                |